# Espectro contínuo
Espectro contínuo é um espectro que possui energias distribuídas continuamente em uma certa faixa de valores, em oposição ao espectro discreto ou de linhas, que contém apenas energias de certos valores bem definidos. Ocorre, por exemplo, na emissão da radiação beta, nos raios-X de aparelhos médicos e também emissão térmica de materiais incandescentes quando aquecidos, por exemplo, emite um espectro contínuo.

Os espectros de linha são produzidos pela emissão da luz a partir de materiais gasosos, onde os átomos se encontram afastados entre si, e cada um se comporta como um sistema isolado. No caso da matéria quente no estado sólido ou líquido o espectro formado pela emissão da luz é uma distribuição contínua de comprimento de onda.